# Stilleryds naturreservat
Stilleryd är ett naturreservat i Asarums socken i Karlshamns kommun i Blekinge.
Reservatet bildades 1967 och utvidgades 2012. Det omfattar 83 hektar. Området är beläget sydväst om Karlshamn och omfattar den västra udden av en halvö och angränsande skärgård.

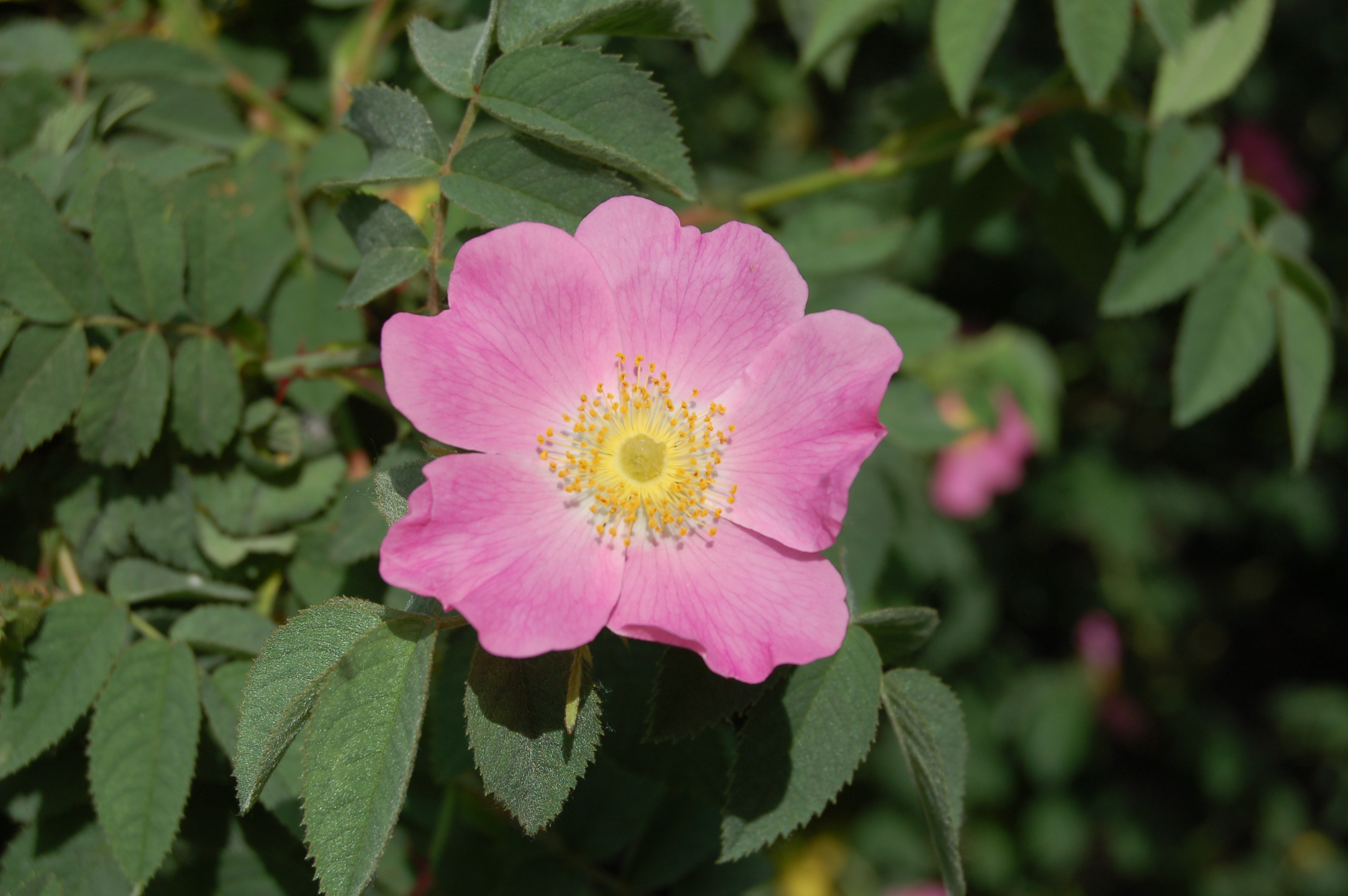
Flikros

Stilleryds natur är en blandning av karga hällmarker, vindpinad och senvuxen skog och betade gräsmarker. På lite djupare jordar har en ekdominerad blandskog etablerat sig med inslag av tall, asp, björk, rönn, sälg och klibbal. På hällmarkerna växer bland annat den rödlistade flikrosen. Hela fastlandsudden har betats under flera hundra år och betas fortfarande sommartid. Rikast växtlighet finner man i nordöst. Där utmed den öppna betesmarken växer bland annat orkidéerna tvåblad och nattviol.
Många sjöfåglar finns i naturreservatets skärgårdsområde året om. Sommartid häckar ett flertal arter på öarna.
Reservat är ett omtyckt naturområde med grill- och badplatser samt en markerad vandringsled.
Inom området finns fasta fornlämningar i form av gravar från brons- och järnåldern. I övrigt finns flera spår från äldre tiders stenbrytning.
Naturreservatet ingår i EU:s ekologiska nätverk, Natura 2000.